# Shar-pei
De shar-pei is een hondenras.

## Geschiedenis
De Chinese shar-pei is een oud ras, dat sinds eeuwen in de zuidelijke provincies van China, aan de Zuid-Chinese Zee, gehouden werd. Het ras heeft zijn oorsprong in Dialack, een gebied vlak bij Guangzhou. De shar-pei was veelvoorkomend in de stad Dah Let in de provincie Guangdong.
Het ras kon door middel van afbeeldingen tot in de Han-dynastie (206 v.Chr. - 220 n.Chr.) teruggevonden worden en werd voornamelijk door arme mensen gehouden; meestal boeren en vissers. De shar-pei werd in eerste instantie als waakhond ingezet, maar het ras vertoonde ook een zeker jachtinstinct.
Eind 18e eeuw werd China door Engeland bezet. De bezetters brachten honden zoals de bulterriër, de buldog en de mastiff naar China. Zij wilden met de honden hun overmacht in hondengevechten bewijzen. Omdat enkel de shar-pei een groot hondenras van Chinese afkomst was, moest hij vechten.
De oorspronkelijke shar-pei was in de jaren vijftig van de 20e eeuw bijna uitgestorven. Zijn bestaan is aan Matgo Law uit Hongkong te danken, die begin jaren zeventig Amerikaanse fokkers vroeg hem bij de instandhouding van het ras te helpen. Het nieuwe type hond had nog weinig met de oude shar-pei gemeen.

## Karakter
De shar-pei is een hond met een heel individueel karakter. Hij is vreedzaam en vriendelijk wanneer men ook vriendelijk tegenover hem is. Tegenover vreemde mensen is hij gereserveerd.

## Uiterlijk
De shar-pei heeft veel rimpels en huidflappen op de kop, schoft en staartaanzet en zeer kleine, aanliggende oren. Tong, tandvlees en gehemelte zijn blauw tot blauwzwart. De vacht is kort en ruw. De haren staan recht van het lichaam af en komen in alle effen kleuren voor behalve wit. Hij bereikt een schofthoogte van 51 cm.
De shar-pei is onder te verdelen in 3 verschillende vachttypes, namelijk de horsecoat, de brushcoat en de bearcoat.
- Het haar van de horsecoat moet kort, borstelig en hard aanvoelen.
- Het haar van de brushcoat voelt zachter aan en mag niet langer zijn dan 2,5 cm.
- Het haar van de bearcoat is langer dan 2,5 cm, dit vachttype is een fout volgens de rasstandaard.
- Kleur vacht Gevlekt (Flowered) is een niet-erkende kleur volgens de rasstandaard.
- De pups bezitten meer huid dan andere pups. De rimpelige huid vormt zich tussen de tweede en de 16e week en de honden groeien in hun huid.

## Gezondheid
De shar-pei heeft net als ieder ras algemene kwalen waaronder allergieproblemen, hartproblemen, entropion (een ooglidprobleem), maar ook gezondheidsklachten die wat specifieker voor de shar-pei zijn, zoals:
- Tightlip waarbij de lip zeer strak tegen het ondergebit aanzit waardoor het zo goed als onmogelijk is om de lip naar beneden te halen. Vaak ziet men ook dat de lip naar binnen krult. De aandoening is direct gerelateerd aan het gewenste kopuiterlijk zoals vastgelegd in de standaard waarbij een zware hoofdpartij met veel vleesmassa rond de mond als gewenst wordt gezien. De aandoening kan zo ernstig zijn dat de hond niet meer normaal kan eten of drinken waarna specialistisch operatief ingrijpen noodzakelijk is.
- Familial shar-pei fever (FSF) of Shar-Pei Autoinflammatory Disease (SPAID)
- Primary Open Angle Glaucoma / Primary Lens Luxation (POAG/PLL)

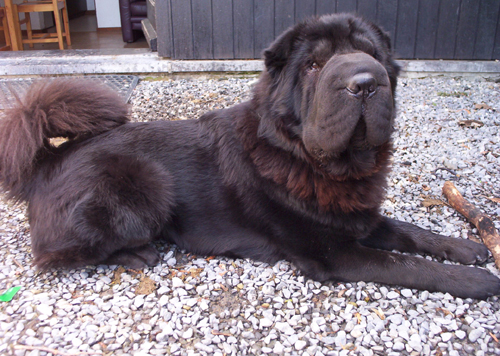